# Bulaque
Bulaque (também escrito Boulaq, Bulak e Beaulack;em árabe: مصر الجديدة, Būlāq), é um distrito de Cairo, Egito.  Ele é vizinho do centro do Cairo, Azbakeya e do rio Nilo.

## História
Bulaque é um denso distrito repleto de oficinas de pequenas indústrias como pequenas gráficas, pequenas metalúrgicas e oficinas mecânicas, que apoiaram os primeiros estágios da construção do Cairo. É povoada por uma classe trabalhadora mista de todas as partes do Egito, que migraram para a cidade durante o século XIX para trabalhar nos projetos de Maomé Ali.  Ao norte do distrito está localizada a maior parte das novas industrias da cidade. A história de Bulaque remonta ao domínio mameluco do século XIV, quando o local era o principal porto do Cairo, repleto de vários caravançarais, mesquitas e casas de mercadores perto do porto. 

## História moderna
O novo Museu Egípcio de Antiguidades foi fundado em 1858 em Bulaque, em um antigo depósito, após a fundação do novo Departamento de Antiguidades, sob a direção de Auguste Mariette. O edifício ficava na margem do rio Nilo e, em 1878, sofreu danos significativos em uma inundação. Em 1892, as coleções foram transferidas para um antigo palácio real, no distrito de Giza, no Cairo. Eles permaneceram lá até 1902, quando foram transferidos, pela última vez, para o atual museu na Praça Tarir. A antiga localização do Museu é indicada pela existência da "Rua Maspero", em homenagem ao segundo chefe do Departamento de Antiguidades.
Após a construção do Corniche (estrada ao lado de um penhasco) ao longo do rio do Nilo, a área de Bulaque deixou de ser um porto; hoje é sede de várias organizações, como o Ministério das Relações Exteriores, o Edifício da Televisão e da Rádio, o Cinema Ali Baba (dilapidado),  e o jornal Al-Ahram.

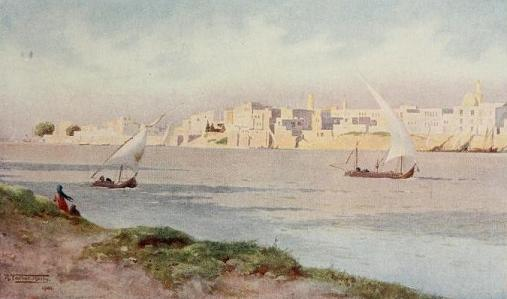
Bulaque visto da ilha de Gezira, 1902.